# Ultraszűrt tej
A tej ultraszűrése azért történik, hogy szétválasszák azokat az alkotórészeket amelyekre az adott alapanyag előállításához szükség van és amelyek feleslegesek.
A tej szűrése az ultraszűrő berendezéssel történik. Ez fizikai úton választja el a tej alkotóelemeit. A gép belsejében membrán található, melyen keresztül vezetve a tejet, a fehérje molekulák fennakadnak, a permeátum  pedig keresztül jut rajta. A permeátum tartalmazza azokat az elemeket, amelyek a gyártás során szükségtelenek. Ilyen például a tejcukor. 
A nagyobb részt fehérjét tartalmazó folyadékot koncentrátumnak vagy retenátnak nevezik. Tehát ultraszűrésekor a tej két részre válik: koncentrátumra illetve permeátra.
A szűrés hatékonyságát folyamatosan ellenőrizni kell laboratóriumi vizsgálatokkal. Ilyen a szárazanyag vizsgálat, savfok és a pH megállapítása. Ellenőrzésképpen a szűrést végző technológus meg tudja nézni a koncentrátum refrakcióját egy arra alkalmas eszközzel, ami nagyságrendileg hasonló értéket kell, hogy mutasson, mint a szárazanyag vizsgálat, de ez nem mérvadó. Minden esetben a szárító berendezéssel végzett szárazanyag vizsgálat ad pontos értéket és ennek eredményét kell figyelembe venni.
Az ultraszűrőn nyers tejet, fölözött tejet, savót szűrnek a tejiparban. Ez attól függ, hogy milyen terméket állítanak elő.
A szűrés hatékonysága függ a tej minőségétől, a hőmérséklettől és a nyomástól. 
A szűrés megkezdése előtt ellenőrizni kell a tej paramétereit, hogy annak megfelelően legyen beállítva a gép. A hőmérséklet döntően befolyásolja a szűrést. A tej hőfokát 36 °C és 56 °C között kell tartani, különben a fehérje a membránban kicsapódik és a szűrés nem lesz megfelelő vagy nem lesz folytatható. Ilyenkor a gép mosatása szükségszerű.
Az ultraszűrön a technológus állítja be a tej koncentrálásának mértékét, szabályozza a nyomást illetve határozza meg a hőmérsékletet amelyen a szűrést végzi. Ezek a beállítások egyrészt termék specifikusak, tehát általánosságban nem lehet őket meghatározni, másrészt ez már az adott cég ipari titkát képzi.